# Sjællandske
Sjællandske er et regionalt dagblad, der blev dannet i 2005 ved sammenlægning af Næstved Tidende og Sjællands Tidende, med hovedredaktion i  Næstved og lokalredaktioner i Faxe, Vordingborg, Slagelse, Sorø og Kalundborg. Avisen udkom først i 6 lokale udgaver svarende til lokalredaktionerne, siden i 2 (Vestsjælland og Sydsjælland). I dag udkommer avisen i en enkelt udgave.